# Спасская (Коношский район)
Спасская — деревня в Коношском районе Архангельской области. Входит в состав Тавреньгского сельского поселения.

## География
Находится в юго-западной части Архангельской области на расстоянии приблизительно 43 км на восток по прямой от административного центра района поселка Коноша на левом берегу реки Вель.

## История
В 1859 году здесь (деревня Вельского уезда Вологодской губернии) было учтено 13 дворов.

## Население
Численность населения: 85 человек (1859 год), 35 (русские 94 %) в 2002 году, 16 в 2010.

## Достопримечательности
Ветхая деревянная Спасская часовня.